# Makura (vulkaan)
De Makura is een caldera van een vulkaan die grotendeels onder zeeniveau ligt in de provincie Shefa (Shepherd-eilanden) van Vanuatu. De caldera ligt ongeveer 25 km van het eiland Epi. Het eiland Emae vormt de noordrand en daar ligt het hoogste punt (644 m). Het eiland Makura is de top (ca. 297 m) van de centrale kegel.
Verder is er weinig over deze vulkaan bekend.